# Кушина Ростислав Ігорович
Ростислав Ігорович Кушина (нар. 27 січня 1987, м. Моршин, Львівська область, Україна) — український співак, заслужений артист України, виконавець класичної та популярної музики. Учасник та переможець телепроєктів на каналі 1+1: «Голос країни» (1 сезон) та «Битва хорів», а також володар Першої премії вокалістів у Лондоні при патронаті королівського дому в 2013 році.

## Біографія
Свій творчий шлях розпочав у досить юному віці як соліст Зразкового театру української пісні «Джерельце», в якому виступав з чотирьох років на міжнародних сценах, зокрема, в Польщі, Литви, Німеччини, Македонії, Угорщини.
З юного віку відрізнявся великою працездатністю, артистичністю, музикальністю, глибокою внутрішньою музичною культурою. З 2004—2009 роках навчався у Київському національному університеті культури і мистецтв. Був активним учасником різноманітних творчих колективів, його запрошували як соліста.
Донині репертуарний список налічує понад 200 народних пісень та їх обробок, десятки романсів, авторських пісень, 12 сольних партій з кантат та ораторій, 20 неаполітанських та популярних західних шлягерів, таких як опера «Запорожець за Дунаєм» Семена Гулака-Артемовського, партії Калафа (опера «Турандот» Джакомо Пучіні), Хозе (опера «Кармен» Жоржа Бізе), Радомеса (опера «Аїда» Джузеппе Верді), Герцога (опера «Ріголетто» Джузеппе Верді), Лернеля (опера «Марта» Фрідріха фон Флотова), Альоша (опера «Добриня-Нікітіч» Александра Гречанінова).
Брав участь у багатьох конкурсах, фестивалях (зокрема, відкривав і закривав один із найбільших фестивалів вина у Китаї).
Не зупиняється на досягнутому, продовжує виступати, записує нові пісні, постійно вдосконалюється та не уявляє своє життя без пісні та сцени.

## Відзнаки
Неодноразово відзначений авторитетним журі багатьох міжнародних та всеукраїнських конкурсів естрадної пісні, в котрих виборював перші місця, отримував почесні дипломи та нагороди. 

### Участь у проєкті «Голос країни»
У 2011 році став учасником першого сезону професійного вокального конкурсу на українському телеканалі «Голос країни», де співав у команді тренера Стаса П'єхи. Під час «виступу наосліп» виконав одну з найвідоміших пісень «Jamaica», до якого розвернувся зірковий тренер Стас П'єха.
Під час першого «командного» етапу — «музичного двобою» — за право потрапити на прямі ефіри Ростиславу довелось змагатися з вокалістом Арсеном Мірзояном. У дуеті хлопці виконали українську народну пісню «Чорнії брови, карії очі». За рішенням зіркового тренера змагання в проєкті продовжив Арсен Мірзоян.

### Володар міжнародної премії вокалістів у Лондоні
Ростислав Кушина є багаторазовим переможцем різноманітних міжнародних та всеукраїнських конкурсів, у його списку понад 50 нагород. Та однією із знакових вважається перемога на міжнародному конкурсі вокалістів у Лондоні 2013 року, де Ростислав став володарем Першої премії вокалістів при патронаті королівського дому. Перемогу виборов у суперництві з конкурсантами з усього світу.

### Перемога у телевізійному конкурсі «Битва хорів»
Ростислав Кушина був учасником телевізійного конкурсу аматорських естрадних хорових колективів «Битва хорів». Перемогу у вокальному проєкті «Битва хорів» на 1+1 здобув хор зі Львова під керівництвом співачки Руслани. Хор-переможець виборов головний приз проєкту — 500 000 гривень на розвиток колективу. За нього проголосували 78 % глядачів (друге місце посів хор з Донецька під керівництвом Злати Огневич, третє — хор із Севастополя, наставник — Ірина Білик).
«Ростик — бракує слів, щоб описати його обдарованість. Він безцінний на сцені. Він не може не співати і не може не дивувати своїм потужним і неймовірно гарним голосом. Беззаперечно, його стихія класика, і, беззаперечно, він соліст. Але ставка на потужну тенорову партію дає надію, що він зможе себе у всій красі показати в нашому хорі! І ще в цієї людини неймовірно добре серце, що одразу викликає до нього велику симпатію. Те, що він співав на кастингу, я облишу без коментарів» — співачка Руслана.